# 新亞里洛維奇
52°1′50″N 31°0′19″E / 52.03056°N 31.00528°E
新亞里洛維奇（烏克蘭語：Нові Яриловичі），是烏克蘭北部的村莊，隸屬切爾尼希夫州的切爾尼希夫區。該村始建於1749年，面積2.21平方公里，海拔高度118米，2024年人口414。